# Fumaria bastardii
Fumaria bastardii là một loài thực vật có hoa trong họ Anh túc. Loài này được Boreau mô tả khoa học đầu tiên năm 1847.